# Ghost Stories (magazine)
 (octobre 2023).
La mise en forme du texte ne suit pas les recommandations de Wikipédia : il faut le « wikifier ».
Les points d'amélioration suivants sont les cas les plus fréquents. Le détail des points à revoir est peut-être précisé sur la page de discussion.
- Les titres sont pré-formatés par le logiciel. Ils ne sont ni en capitales, ni en gras.
- Le texte ne doit pas être écrit en capitales (les noms de famille non plus), ni en gras, ni en italique, ni en « petit »…
- Le gras n'est utilisé que pour surligner le titre de l'article dans l'introduction, une seule fois.
- L'italique est rarement utilisé : mots en langue étrangère, titres d'œuvres, noms de bateaux, etc.
- Les citations ne sont pas en italique mais en corps de texte normal. Elles sont entourées par des guillemets français : « et ».
- Les listes à puces sont à éviter, des paragraphes rédigés étant largement préférés. Les tableaux sont à réserver à la présentation de données structurées (résultats, etc.).
- Les appels de note de bas de page (petits chiffres en exposant, introduits par l'outil «  Source ») sont à placer entre la fin de phrase et le point final[comme ça].
- Les liens internes (vers d'autres articles de Wikipédia) sont à choisir avec parcimonie. Créez des liens vers des articles approfondissant le sujet. Les termes génériques sans rapport avec le sujet sont à éviter, ainsi que les répétitions de liens vers un même terme.
- Les liens externes sont à placer uniquement dans une section « Liens externes », à la fin de l'article. Ces liens sont à choisir avec parcimonie suivant les règles définies. Si un lien sert de source à l'article, son insertion dans le texte est à faire par les notes de bas de page.
- La présentation des références doit suivre les conventions bibliographiques. Il est recommandé d'utiliser les modèles {{Ouvrage}}, {{Chapitre}}, {{Article}}, {{Lien web}} et/ou {{Bibliographie}}. Le mode d'édition visuel peut mettre en forme automatiquement les références.
- Insérer une infobox (cadre d'informations à droite) n'est pas obligatoire pour parachever la mise en page.

Pour une aide détaillée, merci de consulter Aide:Wikification.
Si vous pensez que ces points ont été résolus, vous pouvez retirer ce bandeau et améliorer la mise en forme d'un autre article.
Ghost Stories (en français : Des histoires de fantômes) est un magazine américain de pulp qui publie 64 numéros entre 1926 et 1932. L'un des premiers concurrents de Weird Tales, c'est le premier magazine spécialisé dans le genre de la fiction fantastique et occulte. Ce magazine complète True Story et True Detective Stories. Il se concentre majoritairement sur des histoires de fantômes. Nombre d'entre elles sont écrites par des rédacteurs mais présentées sous des pseudonymes comme de réelles confessions. Ces histoires sont parfois accompagnées de fausses photographies pour les rendre plus crédibles. Ghost Stories comporte des contributions originales et des rééditions, dont des œuvres de Robert E. Howard, Carl Jacobi et Frank Belknap Long. Parmi ses rééditions figure "La dernière séance" d'Agatha Christie (avec le titre "La femme qui a volé un fantôme"), ainsi que plusieurs histoires de HG Wells et "The Signal-Man " de Charles Dickens. Après un premier succès, le magazine perd des lecteurs. Il est racheté en 1930 par Harold Hersey. Hersey ne parvient pas à empêcher le déclin du magazine et la publication de Ghost Stories cesse au début de l'année 1932.

## Historique et contenu de la publication

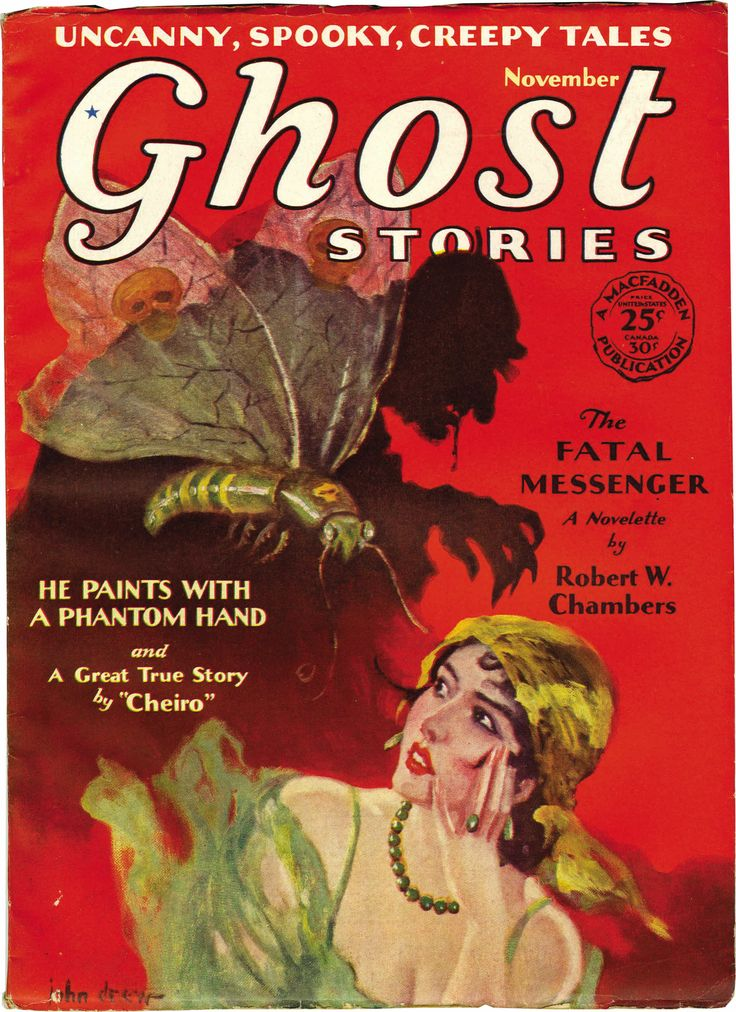
Couverture du numéro de novembre 1929

La fiction dite fantastique et occulte est souvent publiée dans des magazines populaires avant le XXe siècle, mais le premier à se spécialiser dans le genre, Weird Tales, n'apparait qu'en 1923. Ghost Stories, de Bernarr Macfadden en juillet 1926, est l'un des premiers concurrents de Weird Tales. Macfadden publie aussi des magazines de confession réelles tels que True Story ; Ghost Stories reprend ce format, avec un contenu majoritairement produit par les rédacteurs de l'éditeur et attribué sous forme imprimée à un narrateur à la première personne. Au départ, le magazine est imprimé sur du papier lisse, une qualité suffisante pour inclure les photographies accompagnant de nombreuses histoires afin d'en illustrer les protagonistes. Celles-ci sont remplacées par des dessins au trait lorsque le magazine est passé au papier à pâte, en juillet 1928. Parfois Ghost Stories publie des contributions d'écrivains extérieurs, dont "The Apparition in the Prize Ring", de Robert E. Howard, sous le pseudonyme de "John Taverel", mais aussi des  écrivains populaires comme Frank Belknap Long, Hugh B. Cave, Victor Rousseau, Stuart Palmer et Robert W. Sneddon, qui vendent certaines de leurs histoires à Ghost Stories, même si la qualité s'en ressent du fait de la portée limitée que leur donne la formule du magazine. La première histoire publiée de Carl Jacobi, "The Haunted Ring [Le cercle hanté]", parait dans le dernier numéro,.
En complément des numéros originaux du magazine, Ghost Stories publie des rééditions, dont des histoires de fantômes victoriennes telles que « The Signalman » de Charles Dickens et « The Open Door » de Mme Oliphant. "La Dernière Séance" d'Agatha Christie figure dans le numéro de novembre 1926, sous le titre de  "La Femme qui vola un fantôme", et six autres récits de HG Wells sont réédités, dont des histoires de fantômes telles que "La Chambre Rouge " et des histoires possédant un attrait moins évident pour le lectorat de Ghost Stories, comme "Pollock and the Porroh Man". "Le Capitaine de la Polestar" d'Arthur Conan Doyle est publié dans le numéro d'avril 1931, et participe à la publication d'un article non-fictionnel, "La dernière évasion de Houdini", en mars 1930.
Macfadden crée un accord avec Walter Hutchinson, un éditeur britannique, afin d'échanger des textes avec The Sovereign Magazine et Mystery-Story Magazine, deux magazines pulps britanniques, ce qui permet à un bon nombre d'histoires de paraître des deux côtés de l'Atlantique.
Initialement, le magazine connait un certain succès, mais les ventes commence à chuter rapidement. En mars 1930, Harold Hersey rachète le magazine à Macfadden et en prend la direction. Malgré tout, il ne parvient pas à relancer le succès passé du magazine,. En 1931, le calendrier des publications passe au bimensuel et trois numéros plus tard, il cesse de paraître. Le numéro final date de décembre 1931/janvier 1932.

## Détails bibliographiques
| | Jan  | Fév  | Mar  | Avr  | Peut | juin | Juillet | Août | Sep  | Octobre | Nov  | Déc  |
| --- | ---- | ---- | ---- | ---- | ---- | ---- | ------- | ---- | ---- | ------- | ---- | ---- |
| 1926 |      |      |      |      |      |      | 1/1     | 1/2  | 1/3  | 1/4     | 1/5  | 1/6  |
| 1927 | 2/1  | 2/2  | 2/3  | 2/4  | 2/5  | 2/6  | 3/1     | 3/2  | 3/3  | 3/4     | 3/5  | 3/6  |
| 1928 | 4/1  | 4/2  | 4/3  | 4/4  | 4/5  | 4/6  | 5/1     | 5/2  | 5/3  | 5/4     | 5/5  | 5/6  |
| 1929 | 6/1  | 6/2  | 6/3  | 6/4  | 6/5  | 6/6  | 7/1     | 7/2  | 7/3  | 7/4     | 7/5  | 7/6  |
| 1930 | 8/1  | 8/2  | 8/3  | 8/4  | 8/5  | 8/6  | 9/1     | 9/2  | 9/3  | 9/4     | 9/5  | 9/6  |
| 1931 | 10/1 | 10/2 | 10/3 | 10/4 | 10/5 | 10/6 | 11/1    | 11/2 | 11/2 | 11/3    | 11/3 | 11/4 |
| 1932 | 11/4 |      |      |      |      |      |         |      |      |         |      |      |
| Numéros de Ghost Stories, indiquant le numéro de volume/numéro. La séquence d'éditeurs n’est pas connue avec suffisamment de certitude pour être indiquée dans le tableau. À noter que le dernier numéro (tome 11 numéro 4) était daté de décembre 1931/janvier 1932 et s'étend sur deux lignes du tableau. |      |      |      |      |      |      |         |      |      |         |      |      |

Ghost Stories est publié par Bernarr Macfadden, sous la marque Constructive Publishing Co., de Dunellin, New Jersey, jusqu'au numéro de mars 1930, avant d'être repris par une société new-yorkaise dirigée par Harold Hersey, Good Story Magazine Co. Harold Hersez, avait édité précédemment Ghost Story : The Thrill Book. Fulton Oursler est le directeur éditorial de Constructive Publishing, MacFadden en est le propriétaire ; ses assistants, Harry A. Keller, W. Adolphe Roberts, George Bond, Daniel Wheeler et Arthur B. Howland, chacun, dans cet ordre précis, passent près d'un an à éditer, bien que les dates de transition entre eux ne sont pas connues. Hersey en prend la relève avec son assistant Stuart Palmer.

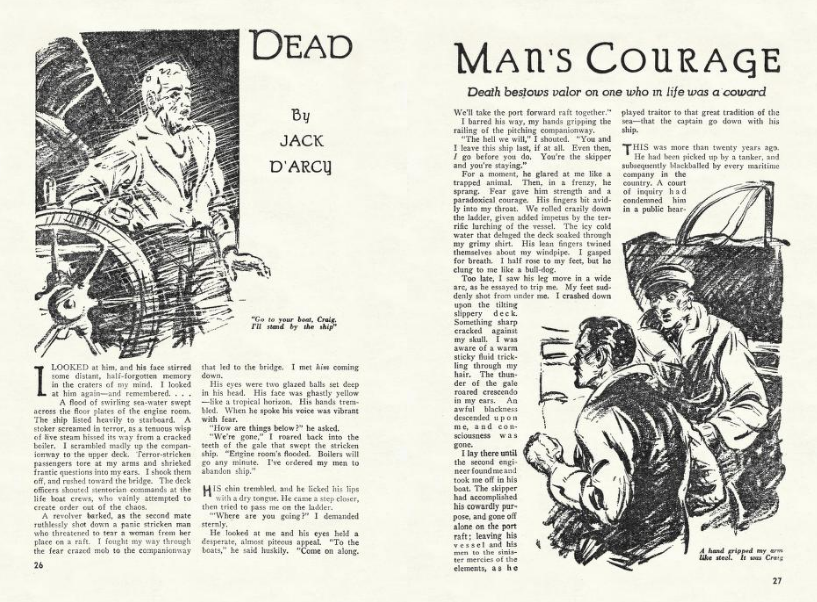
Deux pages (26-27) d'un magazine (octobre 1930, vol. 9, n° 4) présentant "Dead Man's Courage"

Le magazine débute en grand format (bedsheet) et passe au format Pulp pour le numéro de juillet 1928 ; il conserve cette forme jusqu'à la fin de sa diffusion à l'exception de huit numéros publiés en grand format pulp d'avril à décembre 1929. On compte 64 numéros, avec six numéros par volume, à l'exception du dernier volume qui comprend uniquement quatre numéros. Le prix du magazine est de 25 cents ; il contient 128 pages lorsqu'il est au format Pulp, et 96 pages lorsqu'il est en grand format.
Aucune anthologie n'a republié du contenu provenant uniquement de Ghost Stories, à l'exception de deux magazines : True Twilight Tales et Prize Ghost Stories, tous deux publiés par League Publications, une filiale de la société qui détient les droits des histoires originales, MacFadden-Bartell. Prize Ghost Stories publie un numéro en 1963, et True Twilight Tales en publie deux,  en automne 1963 et au printemps 1964. Les deux magazines sont en grand format Pulp de 96 pages, au prix de 50 cents. Le premier numéro de True Twilight Tales est édité par Helen Gardiner, qui est aussi probablement la rédactrice en chef de Prize Ghost Stories ; le deuxième numéro de True Twilight Tales est édité par John M. Williams. Il est possible que d'autres numéros existent, car aucun n'est numéroté,.